# Быстров, Иван Павлович
Ива́н Па́влович Быстро́в (30 января [10 февраля] 1797 — 5 [17] апреля 1850) — русский писатель

 и библиограф

, прослуживший в Императорской библиотеке 18 лет.

## Биография
Родился в семье священника. Обучался в Петербургской духовной семинарии. После окончания учёбы в 1818 году поступил в хозяйственный департамент министерства внутренних дел копиистом.
В 1821 году вступил в службу подканцеляристом в хозяйственный департамент Министерства внутренних дел. В марте 1829 года (с 1830 года) поступил по ходатайству И. А. Крылова писцом в Русский отдел Публичной императорской библиотеки, где проработал до начала февраля 1848 года (с 1832 подбиблиотекарь; с 1844 ― в чине коллежского асессора; уволился в 1848 в связи с сильным расстройством здоровья). Был ближайшим помощником баснописца, о котором оставил воспоминания (1845―1846).
Первая известная публикация Быстрова ― сочинение «Прозрение в будущее. Рукопись XII в.» (СПб., 1828), в котором говорится о всемирном значении России как православном государстве и отражено враждебное отношение к Великой французской революции, идеям энциклопедистов. Тема освободительной миссии России содержится в одноактной пьесе «Галед и Зонгос, или Бред отчаянного туркофила» (СПб., 1830). Юношеские впечатления отразились в юмористической повести в письмах «Поликарп и Феврония» (СПб., 1833).
Первые его литературные произведения — беллетристического характера; но с определением на службу в Императорскую публичную библиотеку русская библиография стала самым любимым предметом его занятий, и в этой области И. Быстров обладал редкими познаниями, что обнаружилось и в его библиографических трудах, и в участии, какое он принимал почти во всех тогдашних научных сочинениях, относящихся к русской истории и русской словесности.
Из отдельных трудов И. Быстрова следует отметить:
- «Прозрение в будущее. Рукопись XII века, с примечаниями издателя Ивана Быстрова» (СПб., 1828);
- «Галед и Зонгос, или бред отчаянного туркофила» (СПб., 1830);
- «Поликарп и Феврония» (СПб., 1833);
- «Опыт алфавитного указателя к русским периодическим изданиям» (ч. I, историч., СПб., 1841)
- «Систематический реестр русским книгам с 1831 по 1846 гг.» (изд. Ольхина, СПб., 1846)[7].

Кроме того, И. Быстров поместил множество исторических, библиографических и критических статей в тогдашних периодических изданиях: в «Северной пчеле», в «Литературной газете», в «Санкт-Петербургских губернских ведомостях», в «Русском инвалиде» и др.